# ویندافیورد
ویندافیورد (به انگلیسی: Vindafjord) یک شهرداری در استان روگالاند در کشور نروژ است. شهرداری ویندافیورد بخشی از شهرستان هاگالاند است.  شهرداری اولن در سال ۲۰۰۶ در شهرداری ویندافیورد ادغام شد و شهرداری جدید ویندافیورد را تشکیل داد.
شهرداری  ویندافیورد در سال ۱۹۶۵ با ادغام  بخش عمدهٔ چند شهرداری  در منطقه، تأسیس شد. 
شهرداری ویندافیورد با  ۶۲۱ کیلومتر مربع (۲۴۰مایل مربع) از نظر مساحت ، ۱۸۶مین شهرداری از بین ۳۵۶ شهرداری نروژ است. ویندافیورد ۱۲۳مین شهرداری پرجمعیت نروژ با ۸۷۱۴ نفر جمعیت است. تراکم جمعیت شهرداری ۱۴٫۶ نفر در کیلومتر مربع  بوده و جمعیت آن در دورهٔ  ۱۰ سال قبلی ۶٫۳ درصد افزایش یافته است.